# Chorizopora annulata
Chorizopora annulata is een mosdiertjessoort uit de familie van de Chorizoporidae. De wetenschappelijke naam van de soort is, als Berenicea annulata, voor het eerst geldig gepubliceerd in 1821 door Lamouroux.